# Laquintasaura
Laquintasaura é um gênero de dinossauro do clado Ornithischia do Jurássico Inferior da Venezuela. Há uma única espécie descrita para o gênero Laquintasaura venezuelae. Seus restos fósseis foram encontrados na formação La Quinta entre as cidades de La Grita e Seboruco, no estado de Táchira, e foram datados do Hettangiano com cerca de 200 milhões de anos.